# Servië en Montenegro op het Eurovisiesongfestival 2004
Servië en Montenegro nam deel aan het Eurovisiesongfestival 2004 in Istanboel, Turkije. Het was de eerste deelname van het land op het Eurovisiesongfestival. RTCG en RTS waren verantwoordelijk voor de bijdrage van Servië en Montenegro voor de editie van 2004.

## Selectieprocedure
De nationale finale Evropesma werd gehouden op 21 februari 2004 in het Sava Centar in Belgrado. Vier liedjes kwamen uit de Servische preselectie Beovizija en vier liedjes werden intern aangedragen door de Montenegrijnse omroep RTCG. De overige zestien artiesten, waaronder de uiteindelijke winnaar Željko Joksimović, werden op voorhand gekozen door de nationale omroepunie UJRT.
| Volgorde | Artiest                            | Lied                      | Plaats | Punten |
| -------- | ---------------------------------- | ------------------------- | ------ | ------ |
| 1        | Jovana Nikolić                     | Posle Tebe                | 10     | 21     |
| 2        | Teodora Bojović & Nightshift       | Daj Mi Snage              | 6      | 33     |
| 3        | Evropa                             | Evropa                    | 5      | 37     |
| 4        | Extra Nena                         | More Ljubavi              | 12     | 15     |
| 5        | Saša Vasić                         | Priznaj                   | 15     | 8      |
| 6        | Jelena Tomašević                   | Kad Ne Bude Tvoje Ljubavi | 11     | 20     |
| 7        | Slobodan Bajić                     | Možeš Da Me Ne Voliš      | 19     | 4      |
| 8        | Ana Milenković                     | Takva Žena                | 18     | 6      |
| 9        | Tanja Banjanin                     | Istina                    | 22     | 0      |
| 10       | Boris Režak                        | Zauvek                    | 22     | 0      |
| 11       | Knez                               | Navika                    | 17     | 7      |
| 12       | Negre                              | K'o Nijedna Druga         | 3      | 46     |
| 13       | Madam Piano                        | Igra                      | 9      | 25     |
| 14       | Negativ                            | Zbunjena                  | 4      | 44     |
| 15       | Tanja Jovićević                    | Uzmi Me                   | 15     | 8      |
| 16       | Saša Dragaš                        | Dao Bih Sve               | 22     | 0      |
| 17       | Sergej Ćetković                    | Ne Mogu Da Ti Oprostim    | 8      | 27     |
| 18       | Željko Joksimović                  | Lane Moje                 | 1      | 84     |
| 19       | Leontina                           | Zamisli                   | 12     | 15     |
| 20       | Peti Element                       | Reka Bez Povratka         | 2      | 47     |
| 21       | Nataša Kojić                       | Moje Oko Plavo            | 21     | 1      |
| 22       | Mogul                              | Ne Trgujem Osećanjima     | 20     | 3      |
| 23       | Mari Mari                          | Kad Ponos Ubije Ljubav    | 14     | 9      |
| 24       | Andrijana Božović & Marija Božović | Nijedna Suza              | 7      | 29     |

## In Istanboel
In Turkije moest Servië en Montenegro eerst aantreden in de halve finale. Joksimović trad als 20ste op, net na Denemarken en voor Bosnië en Herzegovina. Hij won deze halve finale glansrijk, met 263 punten en een ticket naar de finale.
In totaal ontving Servië en Montenegro maar liefst 9 keer het maximum van de punten.
België en Nederland hadden in de halve finale respectievelijk 7 en 12 punten over voor deze inzending.
In de finale zelf moest Joksimović aantreden als vijfde, net na Frankrijk en voor Malta. Aan het einde van de puntentelling bleek dat hij opnieuw 263 punten had behaald, wat dit keer goed was voor de tweede plaats.
Door dit resultaat mocht Servië en Montenegro rechtstreeks deelnemen aan de finale van het Eurovisiesongfestival 2005.
In totaal ontving Joksimović van ieder land punten, waaronder 7 keer het maximum van 12 punten.
België en Nederland hadden in de finale respectievelijk 3 en 10 punten over voor deze inzending.

### Gekregen punten

#### Halve finale
| 12 punten | 10 punten | 8 punten                                | 7 punten                    | 6 punten             |
| --- | --- | --------------------------------------- | --------------------------- | -------------------- |
| - Bosnië en Herzegovina - Duitsland - Kroatië - Nederland - Oekraïne - Oostenrijk - Slovenië - Zweden - Zwitserland | - Cyprus - Denemarken - Finland - Griekenland - Noord-Macedonië - Noorwegen - Portugal - Roemenië - Wit-Rusland | - Israël - Spanje - Verenigd Koninkrijk | - België - Monaco - Turkije | - Ierland            |
| 5 punten | 4 punten | 3 punten                                | 2 punten                    | 1 punt               |
| | - Albanië - Letland - Malta                                                                                     |                                         |                             | - Andorra - Litouwen |

#### Finale
| 12 punten                                                                                   | 10 punten                                                                          | 8 punten                                 | 7 punten                                                           | 6 punten                     |
| ------------------------------------------------------------------------------------------- | ---------------------------------------------------------------------------------- | ---------------------------------------- | ------------------------------------------------------------------ | ---------------------------- |
| - Bosnië en Herzegovina - Kroatië - Oekraïne - Oostenrijk - Slovenië - Zweden - Zwitserland | - Cyprus - Duitsland - Finland - Frankrijk - Noord-Macedonië - Nederland - Rusland | - Griekenland - Roemenië - Turkije       | - Albanië - Denemarken - IJsland - Israël - Portugal - Wit-Rusland | - Malta - Noorwegen - Spanje |
| 5 punten                                                                                    | 4 punten                                                                           | 3 punten                                 | 2 punten                                                           | 1 punt                       |
| - Letland - Polen                                                                           |                                                                                    | - België - Ierland - Verenigd Koninkrijk | - Andorra - Litouwen                                               | - Estland - Monaco           |

### Punten gegeven door Servië en Montenegro
Punten gegeven in de halve finale:
| 12 punten | Noord-Macedonië       |
| 10 punten | Griekenland           |
| 8 punten  | Oekraïne              |
| 7 punten  | Bosnië en Herzegovina |
| 6 punten  | Albanië               |
| 5 punten  | Kroatië               |
| 4 punten  | Estland               |
| 3 punten  | Israël                |
| 2 punten  | Cyprus                |
| 1 punt    | Nederland             |

Punten gegeven in de finale:
| 12 punten | Noord-Macedonië       |
| 10 punten | Oekraïne              |
| 8 punten  | Albanië               |
| 7 punten  | Griekenland           |
| 6 punten  | Bosnië en Herzegovina |
| 5 punten  | Kroatië               |
| 4 punten  | Zweden                |
| 3 punten  | Cyprus                |
| 2 punten  | Turkije               |
| 1 punt    | Rusland               |